# Ectemnius sexcinctus
Ectemnius sexcinctus är en stekelart som först beskrevs av Fabricius 1775.  Ectemnius sexcinctus ingår i släktet Ectemnius, och familjen Crabronidae. Enligt den finländska rödlistan är arten nära hotad i Finland. Arten är reproducerande i Sverige. Artens livsmiljö är kulturmarker och andra av människan skapade miljöer.